# Свід-Гевен (Вашингтон)
Свід-Гевен (англ. Swede Heaven) — переписна місцевість (CDP) в США, в окрузі Сногоміш штату Вашингтон. Населення — 839 осіб (2020).

## Географія
Свід-Гевен розташований за координатами 48°16′50″ пн. ш. 121°42′35″ зх. д. / 48.28056° пн. ш. 121.70972° зх. д. (48.280667, -121.709853).  За даними Бюро перепису населення США в 2010 році переписна місцевість мала площу 18,17 км², з яких 18,15 км² — суходіл та 0,02 км² — водойми.

## Демографія
Згідно з переписом 2010 року, у переписній місцевості мешкало 768 осіб у 310 домогосподарствах у складі 217 родин. Густота населення становила 42 особи/км².  Було 435 помешкань (24/км²).
Расовий склад населення:
| - 93,4 % — білих - 2,3 % — корінних американців - 0,7 % — азіатів - 0,1 % — вихідців з тихоокеанських островів - 0,1 % — чорних або афроамериканців |

До двох чи більше рас належало 2,9 %. Частка іспаномовних становила 2,0 % від усіх жителів.
За віковим діапазоном населення розподілялося таким чином: 20,7 % — особи молодші 18 років, 65,8 % — особи у віці 18—64 років, 13,5 % — особи у віці 65 років та старші. Медіана віку мешканця становила 45,7 року. На 100 осіб жіночої статі у переписній місцевості припадало 109,3 чоловіків;  на 100 жінок у віці від 18 років та старших — 107,8 чоловіків також старших 18 років.
Середній дохід на одне домашнє господарство  становив 63 082 долари США (медіана — 52 250), а середній дохід на одну сім'ю — 67 805 доларів (медіана — 52 237). Медіана доходів становила 94 432 долари для чоловіків та 38 500 доларів для жінок. За межею бідності перебувало 9,0 % осіб, у тому числі 6,6 % дітей у віці до 18 років та 0,0 % осіб у віці 65 років та старших.
Цивільне працевлаштоване населення становило 321 осіб. Основні галузі зайнятості: виробництво — 30,8 %, освіта, охорона здоров'я та соціальна допомога — 21,2 %, сільське господарство, лісництво, риболовля — 15,9 %.